# Taraxacum magnum
Taraxacum magnum là một loài thực vật có hoa trong họ Cúc. Loài này được V.A.Korol. miêu tả khoa học đầu tiên năm 1940.